# Soluzione alcalina
La soluzione alcalina (o soluzione alcalina degli anioni) è una tecnica analitica classica per l'analisi qualitativa degli anioni.
Prende il nome dal trattamento preliminare del campione che consiste nel bollire per 20 minuti una parte di campione con tre parti di carbonato di sodio che essendo basico dà luogo ad una soluzione alcalina. Così facendo vengono precipitati quei cationi che possono dar luogo a precipitati interferenti durante l'analisi, come carbonati e come idrossidi. Il corpo di fondo viene separato per filtrazione su carta ottenendo così una soluzione incolore che viene utilizzata per i singoli saggi.

## Saggi sulla soluzione alcalina
L'anione carbonato non può essere determinato con questa tecnica in quanto è un reattivo proprio del metodo. Prima di ogni saggio la soluzione viene acidificata per eliminare ogni traccia di carbonato che interferisce con la reazione analitica, ovviamente l'acido deve essere scelto in modo che il suo anione non interferisca in nessun modo.

### Nitrati
Una porzione di soluzione alcalina viene acidificata con acido solforico e si aggiunge una soluzione satura di solfato ferroso o di sale di Mohr. Successivamente, tenendo la provetta inclinata, si aggiungono lentamente alcune gocce di acido solforico al 96-98%. Se sono presenti nitrati all'interfaccia tra soluzione e acido si formerà il caratteristico anello bruno.

### Fosfati
Si acidifica con acido nitrico fino a pH nettamente acido e si aggiunge il reattivo molibdico fino a raddoppiare il volume; si scalda a bagnomaria per 10 minuti a 40 °C. Se sono presenti fosfati si ha un precipitato giallo di fosfomolibdato di ammonio. Gli arsenati interferiscono.

### Solfati
Si acidifica con acido cloridrico e si aggiunge cloruro di bario, il saggio è positivo se si forma un precipitato bianco finissimo:
{\displaystyle {\ce {SO4^2- + Ba^2+ -> BaSO4 v}}}
Interferiscono il fluorosilicati che danno un precipitato analogo.

### Ossalati
Si acidifica con acido acetico (un pH troppo basso può degradare l'ossalato) e si aggiunge cloruro di calcio, in presenza di ossalati si forma un precipitato bianco che decolora il permanganato di sodio.
{\displaystyle {\ce {5C2O4^2- + 2MnO4^- + 16H^+ -> 10CO2 + 2Mn^2+ + 8H2O}}}

### Cloruri
Si acidifica con acido solforico e si aggiunge persolfato di ammonio e si scalda a bagnomaria per 5 minuti. Il persolfato è un forte ossidante (E = 2V) e ossida ioduri e bromuri eventualmente presenti alle sostanze elementari che vengono estratte con solvente organico. Il cloruro rimasto in soluzione viene precipitato con nitrato d'argento, il saggio è positivo se si forma un precipitato bianco caseoso.

### Bromuri e ioduri in presenza di cloruri
Una volta individuati i cloruri con il saggio precedente si può fare una ricerca di bromuri e ioduri mediante ossidazione selettiva.
Si acidifica con acido cloridrico e si aggiunge tetracloruro di carbonio che si depositerà al di sotto della soluzione acquosa. Successivamente si aggiunge acqua di cloro goccia a goccia. Il primo analita ad ossidarsi è lo ioduro e lo iodio formato viene estratto dalla fase organica che si colora di viola; aggiungendo ancora ossidante lo iodio viene ossidato a iodato che è incolore. Con ancora acqua di cloro si ossida il bromuro e il bromo colora la fase organica di un colore giallo-vinato.

### Wolframati
Si acidifica con acido cloridrico fino a pH nettamente acido, in queste condizioni precipita un ossido idrato di wolframio che ha diversi colori a seconda del grado di idratazione:
- a freddo si ha WO3 ·2H2O bianco
- a caldo si ha WO3 ·H2O giallo

si centrifuga e al precipitato si aggiunge HCl concentrato e Zn metallico che riduce il wolframio ad anidride wolframica (W2O5) di colore azzurro.

### Molibdati
Si acidifica con acido solforico, si aggiunge etere etilico, tiocianato d'ammonio e cloruro stannoso. In presenza di molibdati si ha la seguente reazione:
{\displaystyle {\ce {8H^+ + 2H2MoO4 + Sn^2+ + 10SCN- <-> 2MoO(SCN)5^2- + Sn^4+ + 6H2O}}}
Il complesso di molibdeno viene estratto in fase eterea come MoO(SCN)3. Il saggio è positivo se l'etere si colora di rosso